# Кордов, Георгий
Георгий Николов Кордов (болг. Георги Николов Кордов; 25 июля 1934, Хасково, Третье Болгарское царство — 16 января 2006, София, Болгария) — один из известных пионеров (зачинателей) болгарской популярной музыки, певец и композитор.

## Биография

### Ранние годы
Георгий Кордов родился и вырос в Хасково. В 1946 году начал впервые публично проявлять себя в пении. Был солистом в школьном хоре. В 1947 году он участвовал в Республиканском фестивале в Софии, где получил первую награду. В том же году Кордов получил диплом за отличное выступление на Всемирном фестивале молодёжи и студентов в Праге. В 1948 году Георгий Кордов поступил в музыкальное училище в Пловдиве.

### Юность
В 1953 году Георгий Кордов начал заниматься вокалом в опере в Национальной музыкальной академии. Он был самым молодым из участников первого в Болгарии мужского вокального квартета, куда также входил и певец Аспарух Лешников. Квартет исполнял песни под музыку известных композиторов: Франц Петер Шуберт, Роберт Шуман, Эдвард Григ, Панчо Владигеров, Парашкев Хаджиев и др. В 1954 году Кордов представил первый конкурс эстрадного искусства в Болгарии. Закончил обучение в 1957 году и перешёл к профессиональной карьере.

### Карьера
С 1958—1963 годы Кордов исполнял песни в ансамбле на Болгарском радио (ныне Болгарское национальное радио). С 1960—1964 годы пел в квинтете «Приятели на песента» вместе с Данаилом Николовым, Ангелом Заберским, Моисом Леоновым, Атанасом Парашиковым. Георгий Кордов начал активно создавать зкукозаписи и ездить на гастроли. С 1963-1975 годы был солистом ансамбля «Естрадата при Българска народна армия» (рус. «Эстрада Болгарской народной армии»). Первые аудиозаписи певца транслировались по БНР и БНТ.
В 1962 году Георгий Кордов представил свои песни на Всемирном фестивале молодёжи и студентов в Хельсинки. В 1965 — на фестивале Сопоте. В том же году он получил приз на фестивале в Ренне. В 1968 году был участником фестиваля «Златният елен» (рус. «Золотой олень») в Брашове. В 1967 году Кордов получил награду за участие на третьем фестивале «Златният Орфей» (рус. «Золотой Орфей»). В 1970 году Кордову вместе с Йорданкой Христовой и Богданой Карадочевой вручили награду в конкурсе «Музыкальный кубок Европы» в Берне. Георгий Кордов много раз гастролировал в СССР, Чехословакии, Румынии, Югославии, Кубе, Финляндии, Франции, Швейцарии и Польше.
Георгий Кордов являлся также солистом квинтетов «Мелоди» и «Студио 5». С 1974—1995 годы был преподавателем по пению в Национальной музыкальной академии. В последние годы жизни Кордов преподавал в Новом болгарском университете.
Георгий Кордов удостоен ордена I степени «Кирилл и Мефодий», а также ордена III степени «Народная Республика Болгария».
В 2001 году Кордов принимал участие на концерте в комплексе «Болгария» в честь 90-летия со дня рождения композитора Йосифа Цанкова.

### Смерть
Умер 16 января 2006 года в Софии.

## Творчество
Впервые Георгий Кордов начал сочинять стихотворения для песен ещё в музыкальной школе в Пловдиве. Первая опубликованная песня Кордова «Неделя след обед» (рус. «Воскресенье днём») получила награду II степени в конкурсе «Златният Орфей». Георгий Кордов исполнял музыку болгарских дирижёров, а также некоторых зарубежных музыкальных деятелей: Хосе Фелисиано, Жак Брель, Стиви Уандер, Энгельберт Хампердинк, Хоги Кармайкл и др.
В 60-х годах Георгий Кордов являлся символическим (знаковым) певцом болгарской поп-музыки. Исполнительский стиль Кордова характеризован в основном лирическими балладами, наполненными выразительной вокальной интерпретацией и богатым оркестровым сопровождением. За годы работы Кордов партнерствовал со многими композиторами. Много лет был преподавателем по вокалу. Георгий Кордов сотрудничал с поп-певицей Маргрет Николовой.

## Дискография

### Пластинки
| Мечтата (1967)                                                 |
| -------------------------------------------------------------- |
| 1. Мечтата 2. Не ме напускай 3. Анастейшън 4. Неделя след обед |

| Песен за песента (1974)                      |
| -------------------------------------------- |
| 1. Песен за песента 2. В началото на любовта |

| Приказка (1978) |
| --- |
| 1. Остани при мен 2. Луна парк 3. Неделя след обед 4. Приказка 5. Звезден прах 6. Слушай дъжда 7. Това е любовта 8. Сънища 9. Откритие 10. Песен за далечната родина 11. Години |

### Компакт-диск
| Всяка обич е песен (2010) |
| --- |
| 1. Приказка 2. Моя любов, прости 3. Зимна песен 4. Две хубави очи 5. Когато се влюбя 6. Това е живота, Лили 7. Актрисата 8. Есен 9. Созополска приспивна 10. Влюбената хармоника 11. Писмо до пинокио 12. В началото на любовта 13. Неделя след обед 14. Всяка обич е песен 15. Миг за другите 16. Небето над мен 17. Малка къща сред полето 18. Мечтата 19. Не ме напускай 20. Звезден прах |

Георгий Кордов исполнял песни на болгарском и русском языках. Вот некоторые из них с пластинок.

### На болгарском
- Миг за другите (1968)[8]
- Малка къща всред полето (1970) (с Маргрет Николовой)[9]
- Приказка (1978)[10]
- Остани при мен (1982)[11]
- Моя любов, прости (1982)[12]
- Мечта (1982)[13]
- Неделя следобед (1982)[14]

### На русском
- Сердце на снегу (1968)[15]
- Алёша (1971) (с Маргрет Николовой)[16]

## Награды
- 1965: премия за 2-е место на конкурсе в Ренне (Франция).
- 1967: две награды за 2-е место на фестивале «Золотой Орфей» в городе Солнечный берег (Болгария) за песни «Созополска приспивна» и «Неделя след обед»[2].
- 1970: премия за 4-е место в конкурсе «Музыкальный кубок Европы» в Берне (Швейцария).
- 1975: орден I степени «Кирилл и Мефодий».
- 1985: орден III степени «Народная Республика Болгария».